# Golden Globe Award för bästa film – musikal eller komedi
Detta är en lista över vinnare och nominerade av Golden Globe Award för bästa film – musikal eller komedi. Priset har delats ut sedan 1952 med undantag för 1954.

## Vinnare och nominerade

### 1951–1957
| År          | Vinnare                     | Nominerade                                                                     |
| ----------- | --------------------------- | ------------------------------------------------------------------------------ |
| 1951 (9:e)  | En amerikan i Paris         | En amerikan i Paris                                                            |
| 1952 (10:e) | Med en sång i mitt hjärta   | - För full musik - H.C. Andersen - Jag föll för din sång - Singin' in the Rain |
| 1953 (11:e) | Inget pris gavs ut detta år | Inget pris gavs ut detta år                                                    |
| 1954 (12:e) | Carmen Jones                | Carmen Jones                                                                   |
| 1955 (13:e) | Pysar och sländor           | Pysar och sländor                                                              |
| 1956 (14:e) | Kungen och jag              | - Bus Stop - Huv'et på skaft - Oss kvinnor emellan - Tehuset Augustimånen      |
| 1957 (15:e) | Les Girls                   | - Akta er för vatten - Ariane - Pal Joey - Silkesstrumpan                      |

### 1958–1962
| År          | Komedi                | Komedi                                                                                    | Musikal                      | Musikal                                                                                |
| År          | Vinnare               | Nominerade                                                                                | Vinnare                      | Nominerade                                                                             |
| ----------- | --------------------- | ----------------------------------------------------------------------------------------- | ---------------------------- | -------------------------------------------------------------------------------------- |
| 1958 (16:e) | Min fantastiska tant  | - Drömsemester i Paris - Hokus pokus - Indiskret - Jag och översten                       | Gigi, ett lättfärdigt stycke | - Ett litet hår av hin - South Pacific - Tummeliten                                    |
| 1959 (17:e) | I hetaste laget       | - Jag hatar dej, älskling - Jag och min sekreterare - Operation kjoltyg - Vem var bruden? | Porgy and Bess               | - Five Pennies - Här va' de' show - Knallhatten - Luft i luckan                        |
| 1960 (18:e) | Ungkarlslyan          | - Det började i Neapel - Lek på annans gård - På vift fast gift - Vår man i Havanna       | På musikens vingar           | - Can-Can - Det ringer, det ringer... - Låt oss älska - Pepe                           |
| 1961 (19:e) | Geishan från Brooklyn | - Ett, två, tre - Fickan full av flax - Frukost på Tiffany's - Föräldrafällan             | West Side Story              | - Babes in Toyland - Karneval i San Francisco                                          |
| 1962 (20:e) | Älskling, jag ger mig | - Drömbruden - Fnurra på trå'n - Oss fiender emellan - Vilse i lustgården                 | The Music Man                | - Bröderna Grimms underbara värld - Girls! Girls! Girls! - Gypsy - Sol och vår och kär |

### 1963–1969
| År          | Vinnare                       | Nominerade |
| ----------- | ----------------------------- | --- |
| 1963 (21:a) | Tom Jones                     | - Bye Bye Birdie - Bäddat för tre - En ding, ding, ding, ding värld - Irma la Douce - Nää, far i luften                                         |
| 1964 (22:a) | My Fair Lady                  | - Colorados vilda dotter - Mary Poppins - Stora Vargen anropar - Ta't piano Henry Orient                                                        |
| 1965 (23:e) | Sound of Music                | - Cat Ballou skjuter skarpt - Den stora kapplöpningen jorden runt - Dessa fantastiska män i sina flygande maskiner - Nick – akta dej för arbete |
| 1966 (24:e) | Ryssen kommer! Ryssen kommer! | - Aldrig med min fru - Big Boy - En kul grej hände på väg till Forum - Högt spel i Orienten                                                     |
| 1967 (25:e) | Mandomsprovet                 | - Camelot - Doktor Dolittle - Moderna Millie - Så tuktas en argbigga                                                                            |
| 1968 (26:e) | Oliver!                       | - Finian's Rainbow - Funny Girl - Omaka par - Vi ses under sängen                                                                               |
| 1969 (27:e) | Santa Vittorias hemlighet     | - Kaktusblomman - Goodbye, Columbus - Guldrushens glada dagar - Hello Dolly                                                                     |

### 1970-talet
| År          | Vinnare                  | Nominerade                                                                               |
| ----------- | ------------------------ | ---------------------------------------------------------------------------------------- |
| 1970 (28:e) | M*A*S*H                  | - Darling Lili - En galen hemmafrus dagbok - En spökhistoria - Älskare och andra skojare |
| 1971 (29:e) | Spelman på taket         | - Boyfriend - I död och lust - Kotch - livet är vad man gör det till - Plaza svit        |
| 1972 (30:e) | Cabaret                  | - 1776 - Avanti! - Fri som fjärilen - Min lättfotade moster                              |
| 1973 (31:a) | Sista natten med gänget  | - Jesus Christ Superstar - Kärlek börjar med kast - Paper Moon - Tom Sawyers äventyr     |
| 1974 (32:a) | Benknäckargänget         | - De tre musketörerna - Den lille prinsen - Harry och Tonto - Stoppa pressarna!          |
| 1975 (33:e) | The Sunshine Boys        | - Den Rosa Pantern kommer tillbaka - Funny Lady - Shampoo - Tommy                        |
| 1976 (34:e) | En stjärna föds          | - Baddare till badare - Bugsy Malone - Rosa Pantern slår igen - Det våras för stumfilmen |
| 1977 (35:e) | Sa jag adjö när jag kom? | - Annie Hall - Det våras för galningarna - New York, New York - Saturday Night Fever     |
| 1978 (36:e) | Himlen kan vänta         | - California Suite - Grease - Movie Movie - Tjejen som visste för mycket                 |
| 1979 (37:e) | Loppet är kört           | - Blåst på konfekten - Hair - The Rose - Välkommen Mr. Chance!                           |

### 1980-talet
| År          | Vinnare                    | Nominerade |
| ----------- | -------------------------- | --- |
| 1980 (38:e) | Loretta                    | - Fame - Idolmaker - Melvin och Howard - Titta vi flyger                                                                                           |
| 1981 (39:e) | En brud för mycket         | - Fyra årstider - Pennies from Heaven - S.O.B. - paniken i drömfabriken! - Zoot Suit                                                               |
| 1982 (40:e) | Tootsie                    | - Berusad av framgång - Det bästa lilla horhuset i Texas - Fiket - Victor/Victoria                                                                 |
| 1983 (41:a) | Yentl                      | - Flashdance - Människor emellan - Ombytta roller - Zelig                                                                                          |
| 1984 (42:a) | Den vilda jakten på stenen | - En fru för mycket - Ghostbusters – Spökligan - Snuten i Hollywood - Splash                                                                       |
| 1985 (43:e) | Prizzis heder              | - A Chorus Line - Cocoon – djupets hemlighet - Kairos röda ros - Tillbaka till framtiden                                                           |
| 1986 (44:e) | Hannah och hennes systrar  | - Crimes of the Heart - Crocodile Dundee – en storviltjägare i New York - Little Shop of Horrors - Peggy Sue gifte sig - På luffen i Beverly Hills |
| 1987 (45:e) | Hope and Glory             | - Baby Boom - Broadcast News – nyhetsfeber - Dirty Dancing - Mångalen                                                                              |
| 1988 (46:e) | Working Girl               | - Big - En fisk som heter Wanda - Midnight Run - Vem satte dit Roger Rabbit?                                                                       |
| 1989 (47:e) | På väg med miss Daisy      | - Den lilla sjöjungfrun - Den vilda jakten på lyckan - När Harry träffade Sally... - Shirley Valentine                                             |

### 1990-talet
| År          | Vinnare                        | Nominerade |
| ----------- | ------------------------------ | --- |
| 1990 (48:e) | Gifta på låtsas                | - Dick Tracy - Ensam hemma - Ghost - Pretty Woman                                                                             |
| 1991 (49:e) | Skönheten och odjuret          | - City Slickers – Jakten på det försvunna leendet - The Commitments - Fisher King - Stekta gröna tomater på Whistle Stop Café |
| 1992 (50:e) | Spelaren                       | - Aladdin - En förtrollad april - En värsting till syster - Smekmånad i Las Vegas                                             |
| 1993 (51:a) | Välkommen Mrs. Doubtfire       | - Dave - Mycket väsen för ingenting - Strictly Ballroom - De förbjudna stegen - Sömnlös i Seattle                             |
| 1994 (52:a) | Lejonkungen                    | - Ed Wood - Fyra bröllop och en begravning - Prêt-à-Porter - Priscilla - öknens drottning                                     |
| 1995 (53:e) | Babe – den modiga lilla grisen | - Get Shorty - Presidenten och miss Wade - Sabrina - Toy Story                                                                |
| 1996 (54:e) | Evita                          | - Alla säger I Love You - The Birdcage – lånta fjädrar - Fargo - Jerry Maguire                                                |
| 1997 (55:e) | Livet från den ljusa sidan     | - Allt eller inget - Men in Black - Min bäste väns bröllop - Wag the Dog                                                      |
| 1998 (56:e) | Shakespeare in Love            | - Bulworth - Den där Mary - Patch Adams - Still Crazy - Zorro – Den maskerade hämnaren                                        |
| 1999 (57:e) | Toy Story 2                    | - Analysera mera - I huvudet på John Malkovich - Man on the Moon - Notting Hill                                               |

### 2000-talet
| År          | Vinnare                  | Nominerade                                                                                 |
| ----------- | ------------------------ | ------------------------------------------------------------------------------------------ |
| 2000 (58:e) | Almost Famous            | - Best in Show - Chocolat - Flykten från hönsgården - O Brother, Where Art Thou?           |
| 2001 (59:e) | Moulin Rouge!            | - Bridget Jones dagbok - Gosford Park - Legally Blonde - Shrek                             |
| 2002 (60:e) | Chicago                  | - Adaptation - Mitt stora feta grekiska bröllop - Nicholas Nickleby - Om en pojke          |
| 2003 (61:a) | Lost in Translation      | - Big Fish - Hitta Nemo - Love Actually - Skruva den som Beckham                           |
| 2004 (62:a) | Sideways                 | - Eternal Sunshine of the Spotless Mind - Fantomen på Operan - Ray - Superhjältarna        |
| 2005 (63:e) | Walk the Line            | - Mrs. Henderson presenterar - The Producers - The Squid and the Whale - Stolthet & fördom |
| 2006 (64:e) | Dreamgirls               | - Borat - Djävulen bär Prada - Little Miss Sunshine - Thank You for Smoking                |
| 2007 (65:e) | Sweeney Todd             | - Across the Universe - Charlie Wilson's War - Hairspray - Juno                            |
| 2008 (66:e) | Vicky Cristina Barcelona | - Burn After Reading - Happy-Go-Lucky - In Bruges - Mamma Mia!                             |
| 2009 (67:e) | Baksmällan               | - (500) Days of Summer - It's Complicated - Julie & Julia - Nine                           |

### 2010-talet
| År          | Vinnare                       | Nominerade                                                                                |
| ----------- | ----------------------------- | ----------------------------------------------------------------------------------------- |
| 2010 (68:e) | The Kids Are All Right        | - Alice i Underlandet - Burlesque - Red - The Tourist                                     |
| 2011 (69:e) | The Artist                    | - 50/50 - Bridesmaids - Midnatt i Paris - My Week with Marilyn                            |
| 2012 (70:e) | Les Misérables                | - Du gör mig galen! - Hotell Marigold - Laxfiske i Jemen - Moonrise Kingdom               |
| 2013 (71:a) | American Hustle               | - Her - Inside Llewyn Davis - Nebraska - The Wolf of Wall Street                          |
| 2014 (72:a) | The Grand Budapest Hotel      | - Birdman: or (The Unexpected Virtue of Ignorance) - Into the Woods - Pride - St. Vincent |
| 2015 (73:e) | The Martian                   | - The Big Short - Joy - Spy - Trainwreck                                                  |
| 2016 (74:e) | La La Land                    | - Alla tiders kvinnor - Deadpool - Florence Foster Jenkins - Sing Street                  |
| 2017 (75:e) | Lady Bird                     | - The Disaster Artist - Get Out - The Greatest Showman - I, Tonya                         |
| 2018 (76:e) | Green Book                    | - Crazy Rich Asians - The Favourite - Mary Poppins kommer tillbaka - Vice                 |
| 2019 (77:e) | Once Upon a Time in Hollywood | - Dolemite Is My Name - Jojo Rabbit - Knives Out - Rocketman                              |

### 2020-talet
| År          | Vinnare                    | Nominerade                                                                                              |
| ----------- | -------------------------- | --- |
| 2020 (78:e) | Borat Subsequent Moviefilm | - Hamilton - Palm Springs - The Prom - Music                                                            |
| 2021 (79:e) | West Side Story            | - Cyrano - Don't Look Up - Licorice Pizza - tick, tick... BOOM!                                         |
| 2022 (80:e) | The Banshees of Inisherin  | - Babylon - Everything Everywhere All at Once - Glass Onion: A Knives Out Mystery - Triangle of Sadness |